# 유엔 안전 보장 이사회 결의 제2094호

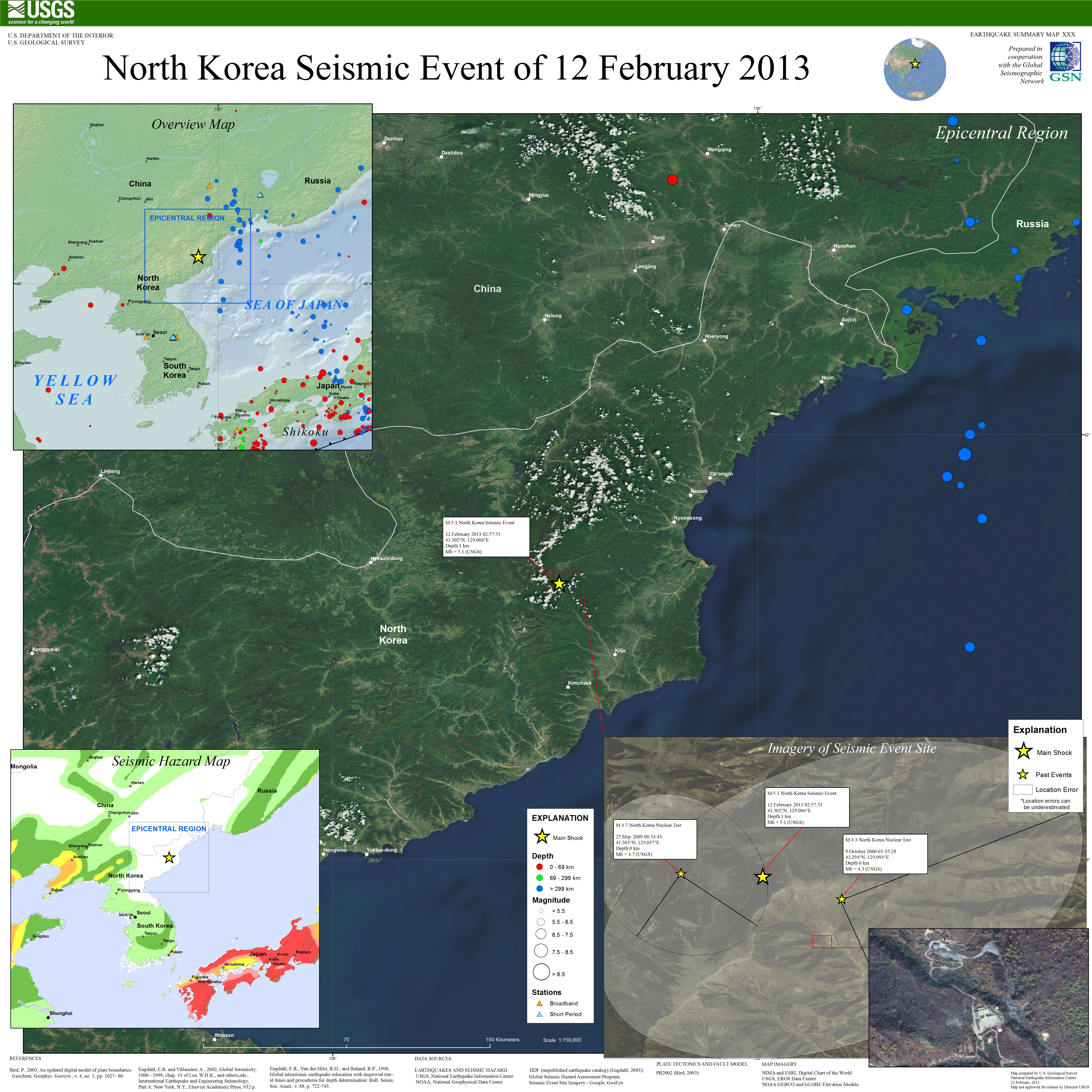

유엔 안전 보장 이사회 결의 제2094호는 2013년 3월 7일, 15개국 만장일치로 채택되었다.
이전에 조선민주주의인민공화국의 상황에 대한 관련 안보리 결의를 모두 상기시켰다. 유엔 안전 보장 이사회 결의 제825호(1993), 유엔 안전 보장 이사회 결의 제1540호(2004), 유엔 안전 보장 이사회 결의 제1695호(2006), 유엔 안전 보장 이사회 결의 제1718호(2006), 유엔 안전 보장 이사회 결의 제1874호(2009), 유엔 안전 보장 이사회 결의 제2087호(2013)
안보리는 조선민주주의인민공화국의 3차 핵실험을 비난하였다. 이에 따라 이전의 무역금수조치를 더욱 강화하였다.

## 같이 보기
- 2013년 조선민주주의인민공화국 핵 실험